# Askia Mohammed III
Askia Mohammed III, dit « El Hadj » gouverne l'Empire songhaï de 1582 à 1586. Fils d'Askia Daoud qui meurt après 33 ans de règne, il lui succède mais est en conflit avec ses frères et ne règne que 4 ans.
Sous son règne eut lieu une importante crise de succession au poste de cadi de Tombouctou. De plus, les Saadiens du Maroc s'emparèrent des salines de Teghazza et l'extraction du sel fut transférée 150 km plus au sud, à Taoudeni.
Son frère Askia Mohammed IV Bano lui succéda.

## Biographie
Askia Mohammed III, aussi appelé Askia Muhammad III, est l'un des fils d’Askia Daoud. Malgré son surnom honorifique, il n'effectue aucun hajj vers La Mecque. Lorsque son père accède au trône, il le nomme Korey-farma (littéralement ministre des Blancs), un poste qui consiste à prendre en charge les relations avec les Berbères et les Touaregs au nord de l'Empire ainsi que les marchands expatriés de Gao vers Tombouctou.
Il sert également en tant que fari-mondio (collecteur d'impôts) de 1579 à 1583. Afin d'anticiper sa succession, Askia Daoud nomme son fils aîné, Muhammad Benkan, au poste de Kurmina-fari, une fonction similaire à celle de vice-roi qui exerce depuis Tindirma. Cependant, lorsqu'Askia Daoud meurt en 1582, son fils aîné n'a pas encore pris ses fonctions. Askia Mohammed III étant présent à la capitale succède à son père. Il débute dès lors son règne sur un conflit qui l'oppose à son frère aîné.
Mohammad Benkan tente de mobiliser une armée pour revendiquer le trône, mais ses troupes se dispersent après des rumeurs selon lesquelles il aurait secrètement reconnu l’autorité de son frère. Il s'exile à Tombouctou où il est capturé peu après. Askia Mohammed III nomme alors son frère Al-Hadi au poste de Kumina-fari, mais ce dernier se rebelle aussi et est également capturé et emprisonné avec Mohammad Benkan,.
Le règne d’al-Hajj est marqué par une stabilité fragile et une forte centralisation du pouvoir. Il met en avant l’élite servile (notamment lors de son investiture), témoignant de leur importance croissante dans les rouages de l’État. Il parvient à neutraliser une menace du sultan de Masina. Sa période au pouvoir coïncide aussi avec un tournant décisif dans les relations avec le Maroc. Le sultan saadien Ahmad al-Mansur, en quête de nouvelles ressources, intensifie ses efforts d’espionnage et ses incursions vers les zones stratégiques comme Teghazza, annonçant les futures invasions marocaines. Malgré des échanges de cadeaux diplomatiques, la pression ne cesse de croître.
Affaibli par une maladie chronique et victime de rivalités internes, Askia Muhammad III est finalement déposé par ses frères à la fin de l’année 1586. Exilé à Tondibi, il y meurt peu après. Mohammed Bani lui succède.